# Беролина-хаус
Бероли́на-ха́ус (нем. Berolinahaus) — здание на площади Александерплац в Берлине, построенное в 1929—1932 годах по проекту архитектора Петера Беренса. Выдающийся образец классического архитектурного модернизма в стиле новой вещественности. С 1975 года является памятником архитектуры. В настоящее время в здании размещаются офисы и торговые предприятия. Здание получило название по латинской форме названия города и находилось рядом с известной монументальной одноимённой статуей.

## История
Здание Беролина-хаус, как и расположенное рядом здание-близнец Александер-хаус, образующее с ним единый архитектурный ансамбль, построено в рамках задуманного в конце 1920-х годов советником по строительству городской администрации архитектором Мартином Вагнером проекта реконструкции оживлённой площади Александерплац, так и не осуществлённого полностью с наступлением Великой депрессии и приходом к власти национал-социалистов.
Одним из первых арендаторов в Беролина-хаусе стал концерн розничной торговли C&A, занявший два этажа, а также легендарное свинг-кафе Café Braun. На крыше-террасе был разбит сад, использовавшийся также как танцплощадка.
После Второй мировой войны в Беролина-хаус въехала советская военная комендатура. В 1952 году здание передано берлинскому магистрату. В начале 1950-х годов в здании проведена реконструкция. Ведомственные учреждения окончательно выехали из Беролина-хаус в 1998 году.
В последующие семь лет здание простаивало, а в 2005 году новый собственник приступил к дорогостоящей санации объекта, продлившейся до сентября 2006 года. Реконструкция проведена архитектором Сергеем Чобаном.